# Kalanchoe macrochlamys
Kalanchoe macrochlamys ist eine Pflanzenart der Gattung Kalanchoe in der Familie der Dickblattgewächse (Crassulaceae).

## Beschreibung

### Vegetative Merkmale
Kalanchoe macrochlamys ist eine zwei- bis dreijährige, etwas sukkulente, vollständig kahle Pflanze, die Wuchshöhen von 80 bis 120 Zentimeter erreicht. Die Wurzeln sind knollig. Die großen, sitzenden Laubblätter sind in der Form im Lauf des Jahres sehr variabel. Blätter der Trockenzeit sind dick, in der Regel ganzrandig und schmal. Ihre Blattspreite ist 30 bis 40 Zentimeter lang und 2 bis 4 Zentimeter breit. Der Blattrand ist unregelmäßig gekerbt. Die Blätter der Regenzeit sind dünn, drei- bis fünffach fiederschnittig, bis zu 40 Zentimeter lang und 10 Zentimeter breit. Die Basis ist geöhrt und stängelumfassend. Die länglichen Segmente sind 15 bis 20 Zentimeter lang und 5 bis 10 Zentimeter breit. Ihre Spitze ist stumpf, der Blattrand ganzrandig bis unregelmäßig gekerbt-gezähnt.

### Generative Merkmale
Der Blütenstand besteht aus großen Rispen. Die hängenden Blüten stehen an 8 bis 12 Millimeter langen Blütenstielen. Der sehr stark aufgeblähte, weißgelbliche, dunkel linierte Kelch ist an der Basis gerundet. Die zylindrische Kelchröhre ist 30 bis 40 Millimeter lang und besitzt drei auffällige Adern. Die eiförmig-dreieckigen Kelchzipfel tragen ein aufgesetztes Spitzchen, weisen eine Länge von 8 bis 12 Millimeter auf und sind 4 bis 5 Millimeter breit. Die Blütenkrone ist mehr oder weniger im Kelch einschlossen oder erreicht seine Mündung. Die an der Basis kugelförmige, darüber eingeschnürte Kronröhre ist dann mehr oder weniger länglich. Sie ist kahl oder spärlich drüsig-haarig und 30 bis 40 Millimeter lang. Ihre eiförmig-dreieckigen Kronzipfel tragen ein spitz aufgesetztes Spitzchen, weisen eine Länge von 5 bis 7 Millimeter auf und sind etwa 6 Millimeter breit. Die Staubblätter sind zur Basis der Kronröhre hin angeheftet und ragen nicht aus der Blüte heraus. Die länglichen Staubbeutel sind 3 bis 4 Millimeter lang. Die fast kreisrunden Nektarschüppchen weisen eine Länge von etwa 2,5 Millimeter auf. Das längliche Fruchtblatt weist eine Länge von 7 bis 8 Millimeter auf. Der Griffel ist 22 bis 24 Millimeter lang.

## Systematik und Verbreitung
Kalanchoe macrochlamys ist im Nordwesten von Madagaskar auf feuchten, felsigen Stellen verbreitet.
Die Erstbeschreibung durch Henri Perrier de La Bâthie wurde 1928 veröffentlicht.

## Nachweise